# Après l'orage (film)
Pour les articles homonymes, voir Après l'orage.
Pour plus de détails, voir Fiche technique et Distribution.
Après l'orage est un film français de Pierre-Jean Ducis, sorti en 1943.

## Synopsis
René Sabin, ingénieur, déçu par des échecs, quitte son village du Midi pour aller à Paris en compagnie d'amis.
Dans la capitale, il se lie à des gens douteux, notamment Alex Krakow qui ne dédaigne pas les affaires louches. Puis vient la guerre. René est mobilisé puis rentre au pays, et retrouve avec joie sa fiancée.

## Fiche technique
- Réalisation : Pierre-Jean Ducis
- Scénario : René-Robert Petit, Marc-Gilbert Sauvajon
- Photographie : Fred Langenfeld
- Montage : Andrée Danis
- Son : Louis Giaume
- Musique : Raoul Moretti
- Photographe de Plateau : Léo Mirkine
- Directeur de production : Pierre Danis
- Société de Production : Jason Films
- Pays :  France
- Format :  Noir et blanc - 1,37:1 - 35 mm - Son mono
- Genre : Comédie dramatique
- Durée : 90 minutes
- Visa d'exploitation : 490 - tous publics

## Distribution
- René Dary : René Sabin
- Jules Berry : Alex Krakow
- Suzy Prim : Catherine Grand
- Charpin : Sabin
- Orbal : Kri
- Lysiane Rey : Odile
- Jean Daurand : Paul Cerdan
- René Alié : Olivier
- Nicolas Amato
- Lily Baron
- Robert Berri
- Charles Blavette
- Henry Bonvallet
- Edmond Castel
- René Charles
- Allain Dhurtal
- Michel Marsay
- Andrée Prévot
- Renée Reney
- Jean Tarride